# Neptis thisbe
Neptis thisbe är en fjärilsart som beskrevs av Ménétriés 1859. Neptis thisbe ingår i släktet Neptis och familjen praktfjärilar. Inga underarter finns listade i Catalogue of Life.